# Urządzenie wielofunkcyjne

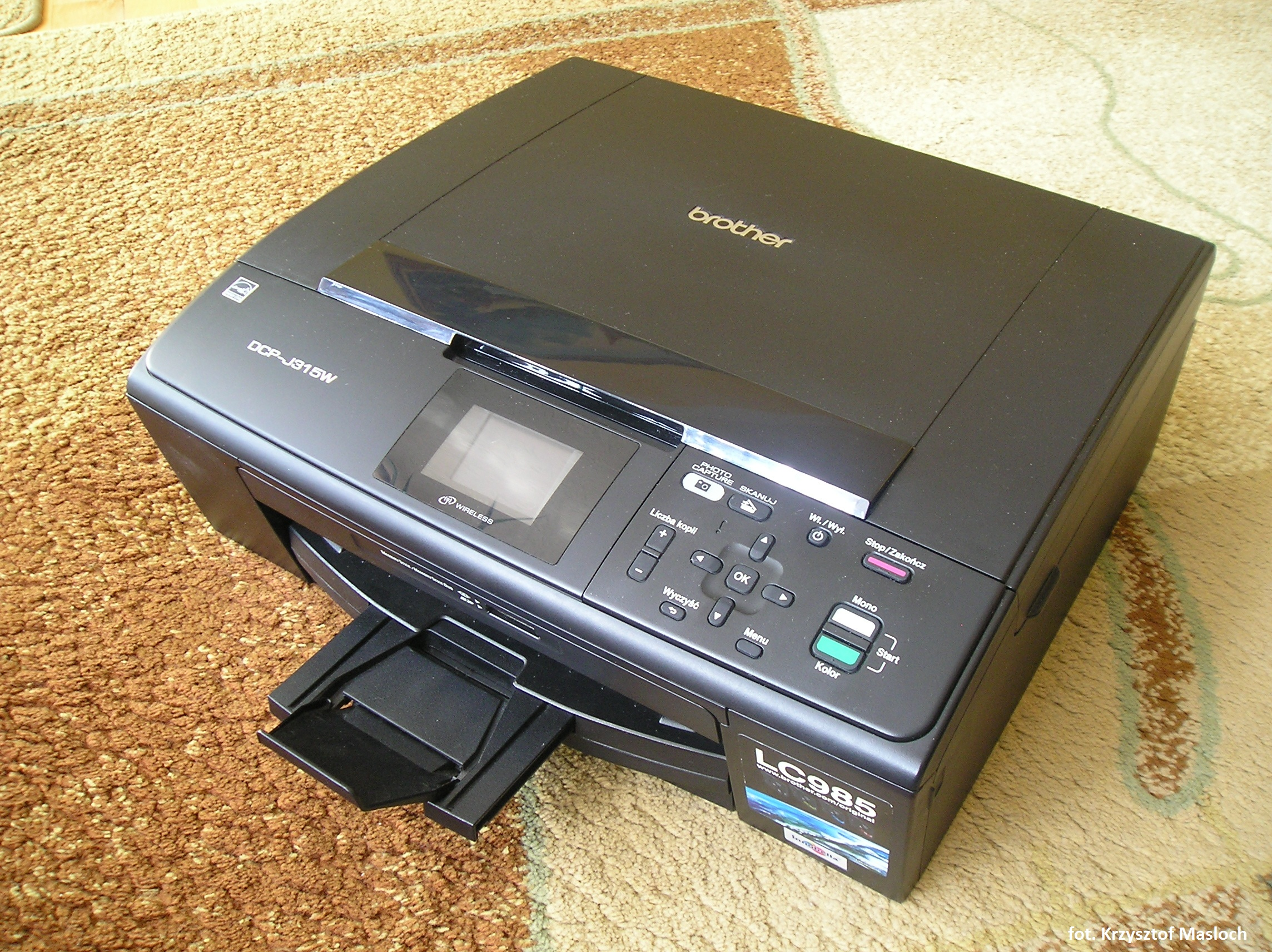
Urządzenie wielofunkcyjne firmy Brother

Urządzenie wielofunkcyjne (ang. MFP – Multi Function Product) – urządzenie będące najczęściej połączeniem drukarki, kserokopiarki, skanera i faksu, zazwyczaj współpracujące z komputerem, choć możliwa jest też praca niezależna – jako kopiarka lub faks. Drukarka wchodząca w skład urządzenia wielofunkcyjnego jest atramentowa lub laserowa.
Nazwa odnosi się także do innych kategorii sprzętów, poza komputerami, jak sprzęt RTV i AGD, do których zaliczają się urządzenia wielofunkcyjne łączące funkcje kilku urządzeń. Przykładowo robot kuchenny, urządzenia gastronomiczne.
Ze względu na uniwersalność urządzenia wielofunkcyjne nazywane są potocznie kombajnami.
Po roku 2000 – dzięki niskim cenom – urządzenia wielofunkcyjne stały się popularne także w zastosowaniach domowych.